# День Национальной гвардии Украины
«День Национальной гвардии Украины» — профессиональный праздник всех военнослужащих и лиц гражданского персонала Национальной гвардии Украины. День Национальной гвардии Украины отмечается ежегодно, 26 марта. Не является нерабочим днём, если, в зависимости от года, не попадает на выходной.

## История и празднование
«День Национальной гвардии Украины» был установлен указом президента Украины Петра Алексеевича Порошенко № 148/2015 от 18 марта 2015 года «Про День Национальной гвардии Украины». Праздник установлен учитывая значение и роль Национальной гвардии Украины в выполнении задач по обеспечению государственной безопасности и обороны государства, защиты и охраны жизни, прав, свобод и законных интересов граждан, общества и государства от преступных и иных противоправных посягательств, охраны общественного порядка.
Этим же указом устанавливается считать указ Президента Украины от 26 марта 1996 года "О Дне внутренних войск Министерства внутренних дел Украины" таким, который утратил силу.